# Sten-Olle-Tjärnen
Sten-Olle-Tjärnen är en sjö i Bergs kommun i Jämtland och ingår i Ljungans huvudavrinningsområde. Sjöns area är 0,037 kvadratkilometer och den befinner sig 510 meter över havet.